# Nereo Petranich
Nereo Petranich (Cherso, 10 settembre 1887 – Omsk, 7 luglio 1919) è stato un ufficiale italiano decorato di medaglia d'oro al Valor Civile.

## Biografia
Nato a Cherso, e in seguito trasferitosi con la famiglia a Fiume, conseguì la laurea in giurisprudenza.
Arruolato nell'esercito austro-ungarico, disertò successivamente passando in Russia, dove si unì al Corpo Italiano dell'Estremo Oriente prendendo parte alla costituzione e all'amministrazione dei Battaglioni Neri. Promosso al grado di sottotenente venne impiegato come ufficiale di collegamento presso lo Stato Maggiore di Aleksandr Vasil'evič Kolčak. Morì il 7 luglio 1919 a Omsk, in Siberia, durante un'azione di salvataggio nel fiume Irtyš per la quale riceve la medaglia d'oro al Valor Civile.